# San Andrés de Giles
San Andrés de Giles é uma cidade da Argentina, localizada na província de Buenos Aires.